# Augustin Fodermayer
Augustin Fodermayer (23. listopadu 1829 Plzeň – 5. července 1906 Vídeň) byl český obchodník, podnikatel a mecenáš, vážený měšťan a čestný občan města Plzně. Výrazně se angažoval v městském občanském i kulturním životě, zejména jako zřizovatel a sponzor veřejných zdravotních ústavů.

## Život
Narodil se v Plzni do staré měšťanské rodiny. Po získání vzdělání se věnoval obchodu, nejspíše zděděné rodinné firmě. Rovněž se později stal členem správního výboru Měšťanského pivovaru. Mimo jiné nemovitosti vlastnil také vilu ve Vídni.
Čile zapojoval též do městského života, zejména česky mluvící populace Plzně. Stal se členem řady spolků: od roku 1862 byl členem městské rady, členem Okrašlovacího spolku vedeného Adolfem Pytlíkem, který ve městě zřídil několik sadů a parků, či plzeňské Měšťanské besedy. Roku 1891 zřídil nadaci pro podporu nemajetných studentů reálky. Roku 1899 zasponzoroval pořízení prvního rentgenového přístroje do městské epidemiologické nemocnice. Posléze nechal na vlastní náklady zbudovat městský chudobinec s kapacitou asi 70 lůžek, pojmenovaný Chudobinec císaře a krále Františka Josefa I., dokončený a otevřený roku 1901. Jako předseda kuratoria chorobince působil ředitel plzeňské reálky, kolega z městské rady a Fodermayerův blízký přítel František Částek.
Téhož roku bylo Augustinu Fodermayerovi uděleno čestné občanství města Plzně.

### Úmrtí
Augustin Fodermayer zemřel 5. července 1906 na zahradě své vily ve Vídni následkem záchvatu mozkové mrtvice ve věku 76 let a byl pochován v hrobce pod zděnou arkádou na plzeňském Ústředním hřbitově.
Na jeho počest byla po něm pojmenována ulice v centru Plzně, Fodermayerova, pozdější ulice Bedřicha Smetany. V roce jeho úmrtí mu byl v Doudlevecké ulici odhalen pomník, jehož autorem byl sochař Vojtěch Eduard Šaff.

### Rodinný život
Augustin Fodermayer byl ženatý s Vilemínou Fodermayerovou, rozenou Lüftnerovou (1839–1899).

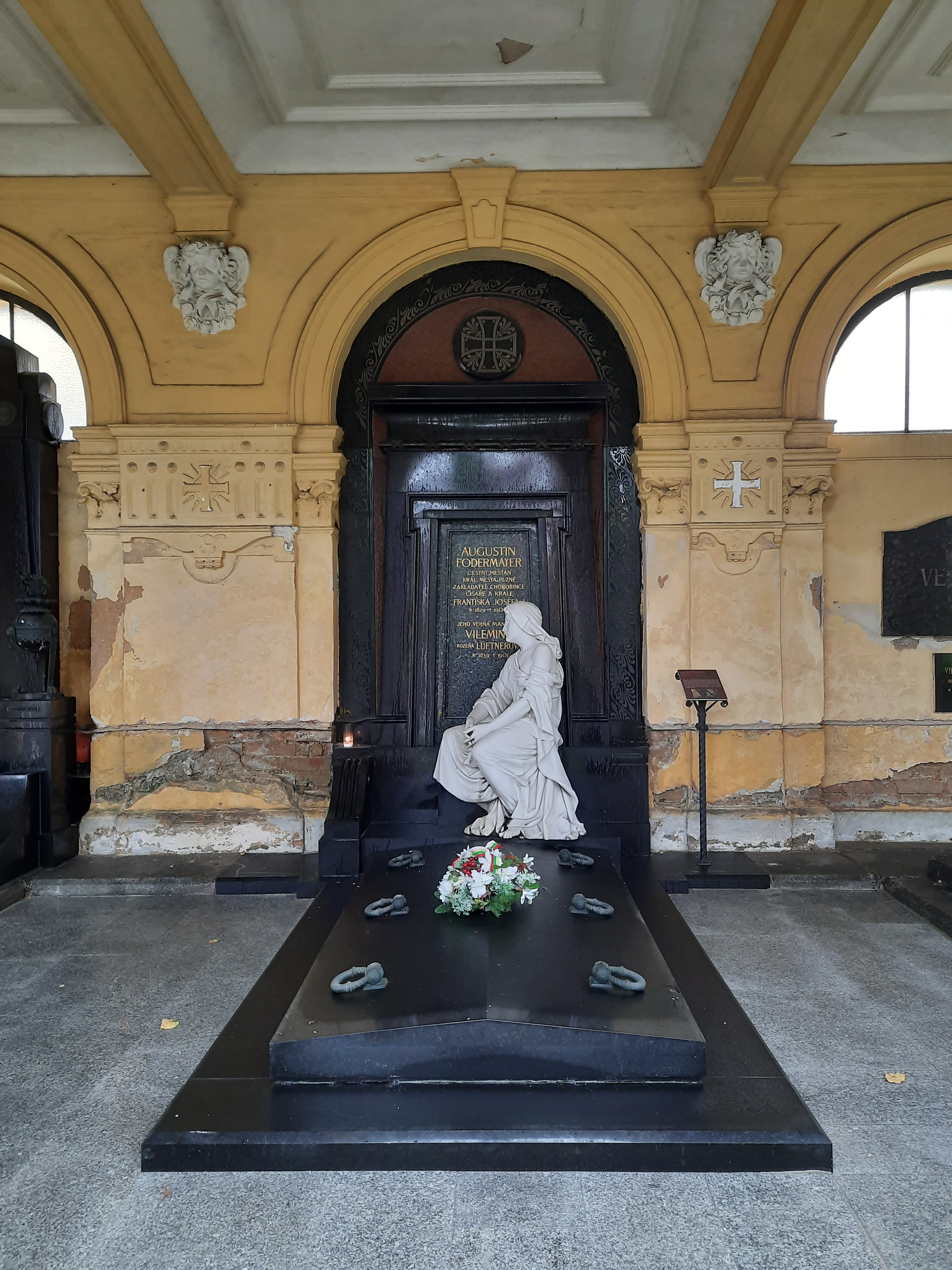
Hrobka rodiny Fodermayerovy na Ústředním hřbitově v Plzni